# 程大位

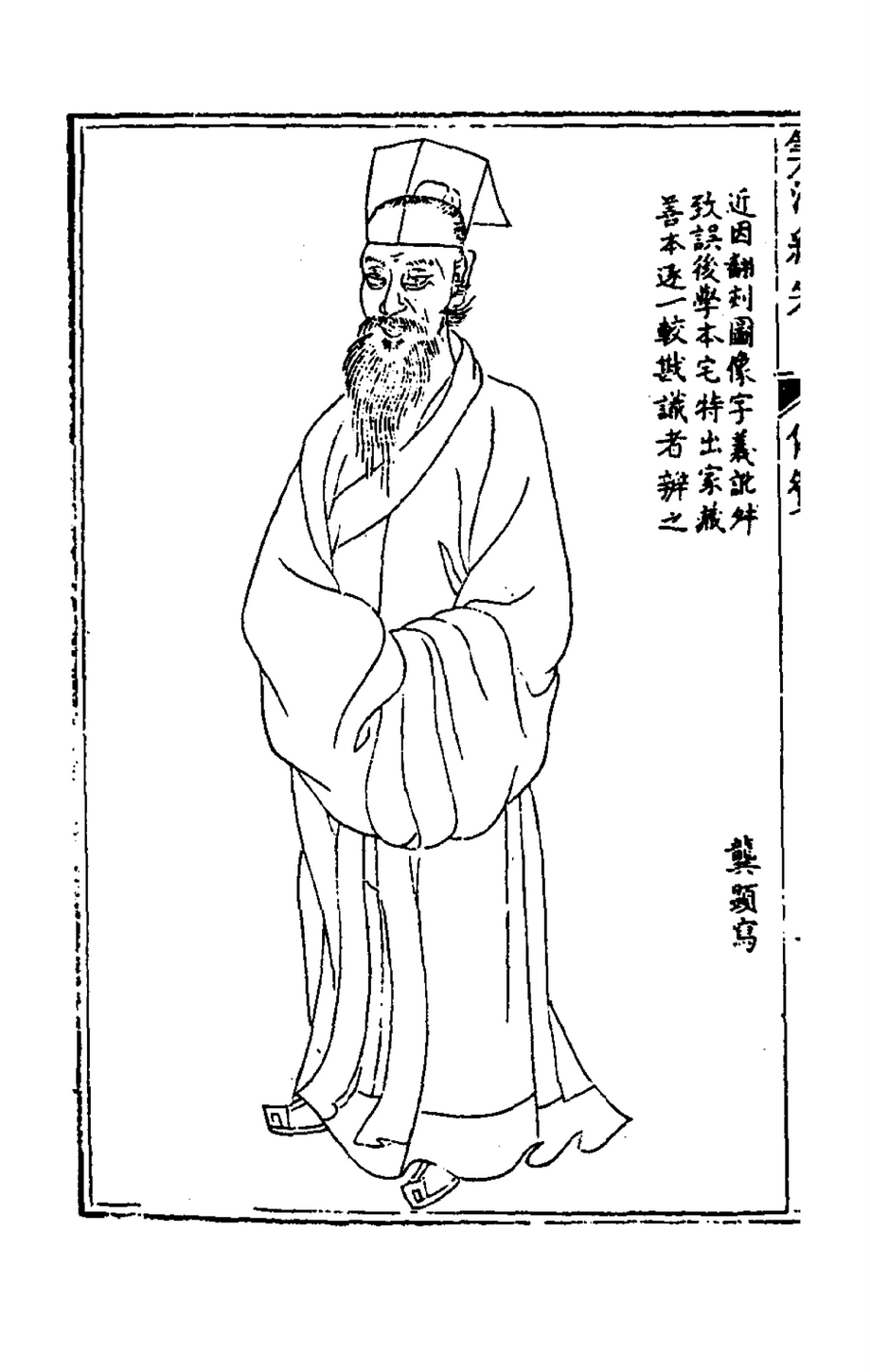
賓渠程大位画像

程大位（1533年—1606年），字汝思，號賓渠，直隸休寧縣率口人（今安徽省黃山市屯溪）。

## 生平
嘉靖十二年四月初十（1533年5月3日）出生於商人家庭，因商業上的需要，對數學很有興趣，不惜重金購求算書，日後繼承父業，「周游吳楚之壚」，六十歲時著書《算法統宗》17卷，載595個數學問題，被推崇為中國“珠算鼻祖”。萬曆三十四年（1606年）卒。其故居至今仍坐落於屯溪區率口渠東側，佔地540平方米。
程大位在他所著的《算法统宗》中，对于这种解一般“孙子问题”的方法，还编出了四句歌诀，名曰《孙子歌》:
```
    三人同行七十稀，
    五树梅花廿一枝；
    七子团圆正半月，
    除百零五便得知。
```

歌中的“廿”，读音与“念”音相同。“廿”即二十的意思。
这一歌诀的“诗意”，我们可以不去理会，只需注意它的数字就行了。歌诀中的每一句话，都指出了一步解题方法：
三（3）人同行七十（70）稀”——是说除以3所得的余数，要用“70”去乘它；
五（5）树梅花廿一（21）枝”——是说除以5所得的余数，要用“21”去乘它；
七（7）子团圆正半月（15）”——“半月”是一个月30天的一半，即15日，这是说，除以 7所得的余数，要用“ 15”去乘它；
除百零五（105）便得知”——这是说要把上面所乘得的三个数相加，加得的和如果大于105，便应减去105，或者减去105的倍数。这也就是《孙子算经》上的“一百六（106）以上，以一百五（105）减之”。这样得出的差，便是所要求的这个最小的未知数了。

## 程大位幻圆

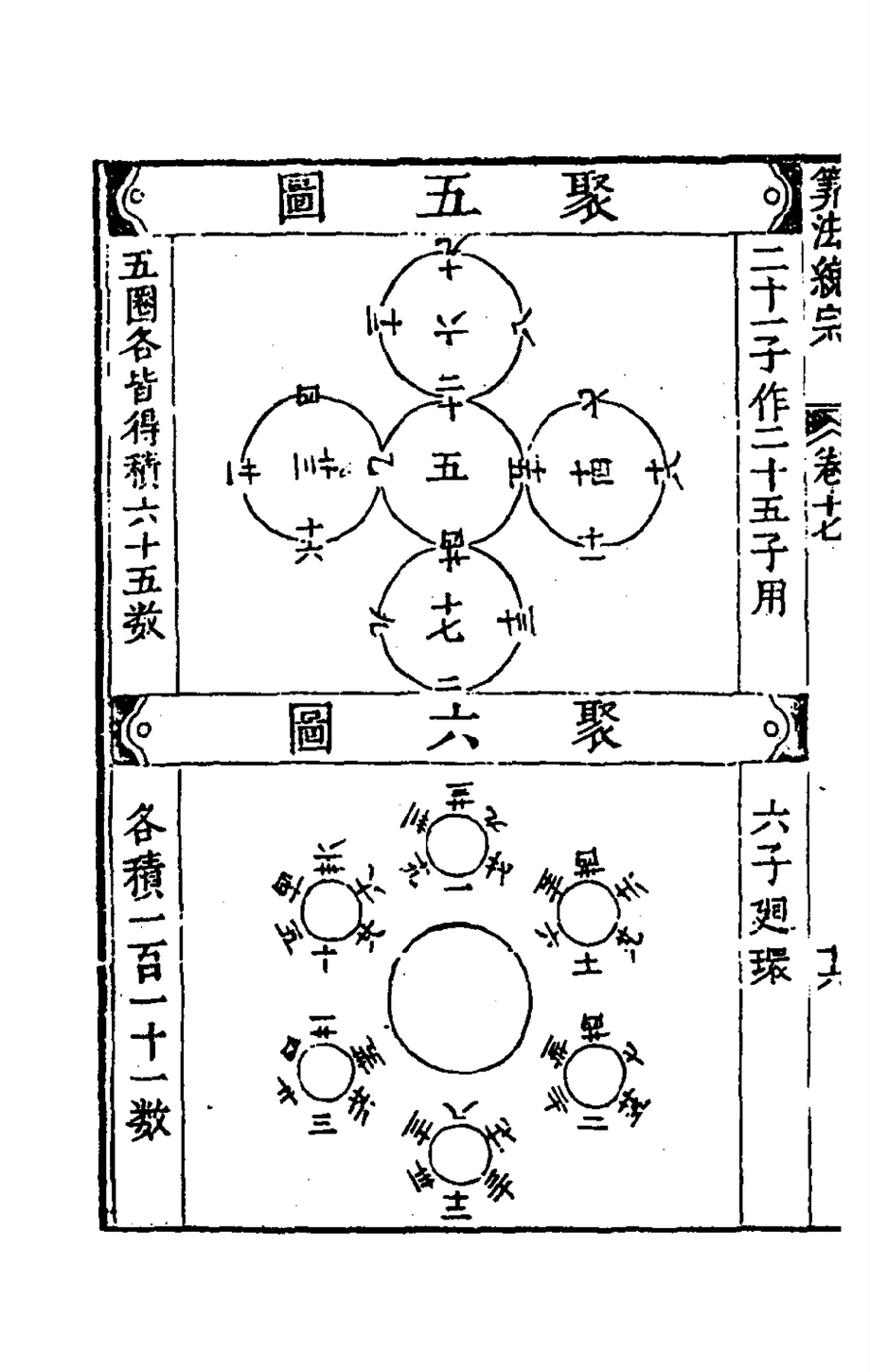
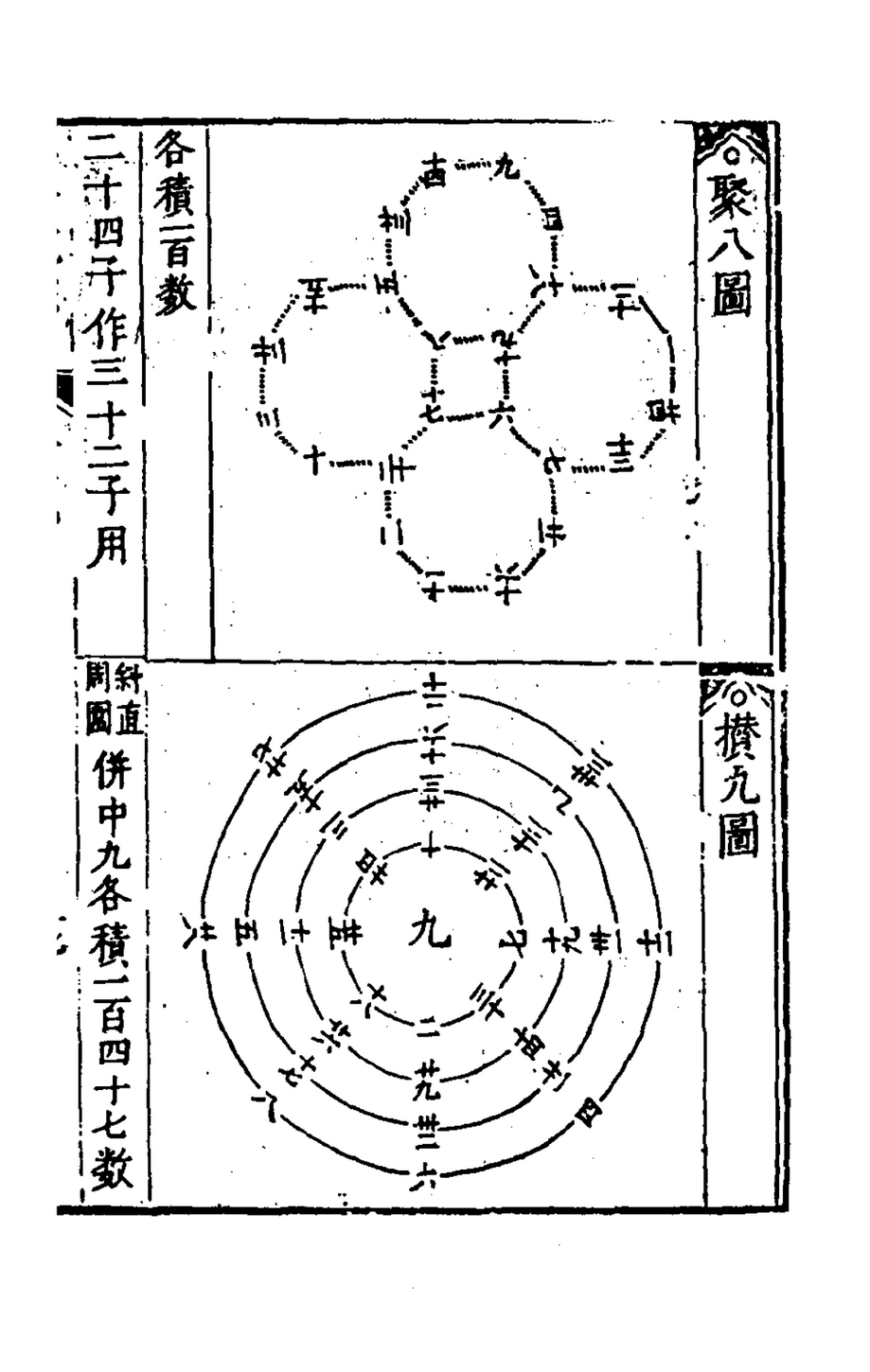
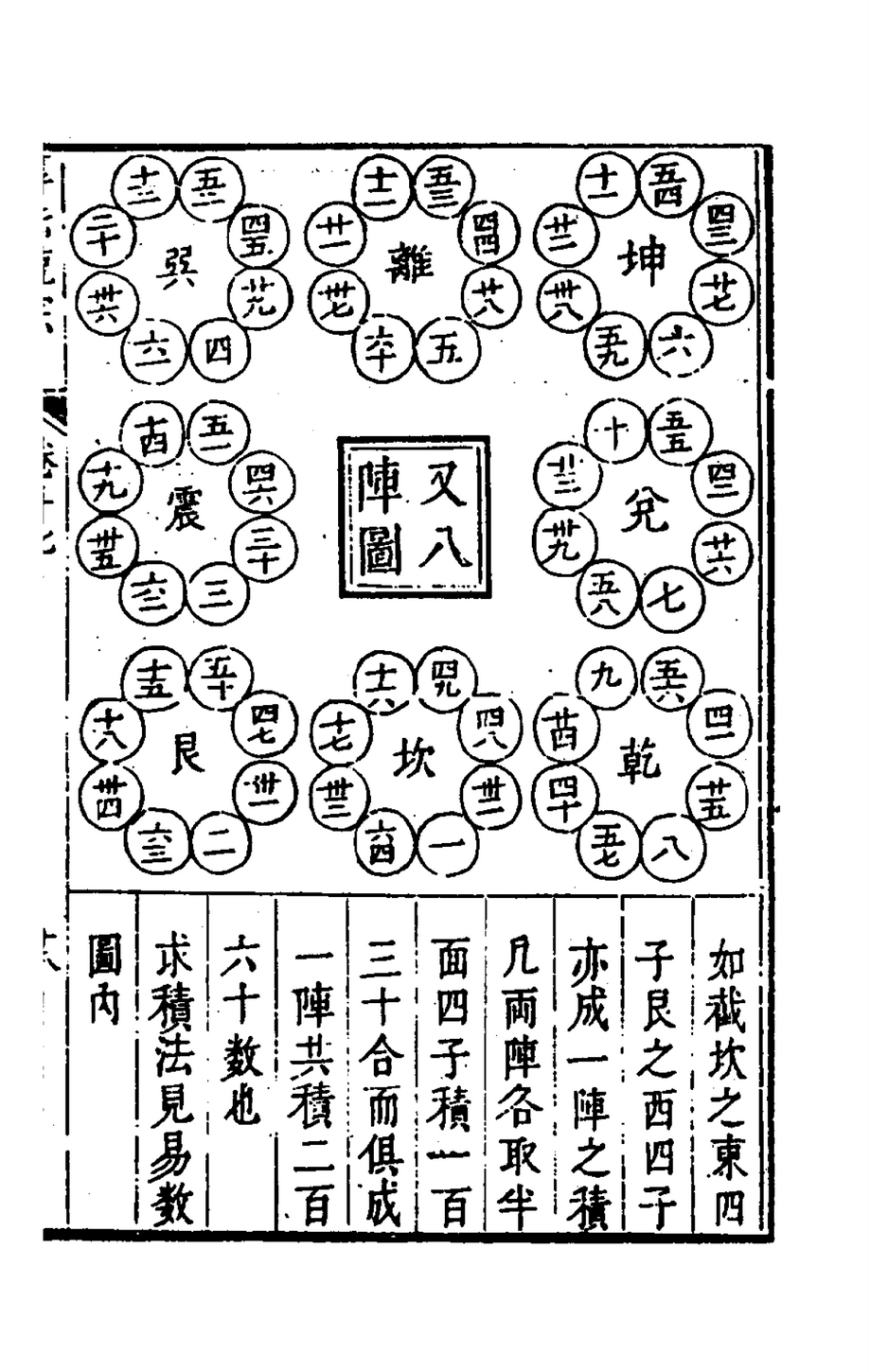

## 纪念
- 程大位故居
- 程大位珠算博物馆（程大位专祠程氏宗祠覃思堂）